# Marjolaine Chevallier
Pour les articles homonymes, voir Chevallier.
Marjolaine Cuénod Chevallier, née à Tunis le 29 octobre 1931, est une théologienne protestante française. Spécialiste de l’œuvre du théologien réformé Pierre Poiret, elle est maître de conférences honoraire de la faculté de théologie protestante de Strasbourg, et l'auteure de romans historiques.

## Biographie
Marjolaine Chevallier est la fille de Jean-Charles Cuénod et d'Ida-Mary Bugnon. Elle naît en Tunisie où son père exploite un domaine agricole à Bir Mcherga. Son grand-père, Auguste Cuénod, est ophtalmologiste à Tunis,
Elle fait ses études primaires et secondaires par correspondance, puis au lycée de Tunis où elle obtient ses deux baccalauréats. Elle fait son année de propédeutique à Tunis, puis obtient une licence de philosophie à l'université de Montpellier en 1952.
Elle soutient en 1972 une thèse de 3e cycle intitulée « Pierre Poiret (1646-1719) : métaphysique cartésienne et spiritualité dans la première édition de ses Cogitationes rationales », sous la direction de Georges Gusdorf, puis une thèse d'État intitulée Pierre Poiret (1646-1719), cartésien et mystique, en 1988, publiée en 1994. Elle est maîtresse de conférences en histoire moderne de 1988 à 1998 à la faculté de théologie protestante de Strasbourg.
Longtemps membre du mouvement d'origine protestante Jeunes Femmes, elle participe à la fondation du groupe Orsay en 1979-1981. 
Elle est l'auteure de romans historiques, Psaumes interdits, dont le nom s'inspire de l'interdiction du psautier huguenot par Louis XIV en 1688,, Le Ci-devant bâtard et en 2018, d'un récit biographique consacré à Isabeau Vincent, prophétesse protestante drômoise de la fin du XVIIe siècle.

### Famille
Elle épouse en 1952 le théologien et universitaire Max-Alain Chevallier. De cette union naissent quatre enfants.

## Publications

### Ouvrages
- Bibliotheca dissidentium. Répertoire des non-conformistes religieux des seizième et dix-septième siècles (sous la direction d'André Séguenny, Irena Backus et Jean Rott), Tome V, Pierre Poiret, éd. Valentin Koerner, Baden-Baden, 1985.
- (éd. scientifique) Œuvres diverses, Pierre Bayle. Volumes supplémentaires. Volume III, Cogitationes rationales de Deo, anima et malo ; Pierre Poiret, Nachdruck der Ausgabe Amsterdam 1715, Hildesheim, G. Olms, 1990.
- Pierre Poiret, 1646-1719 : du protestantisme à la mystique, Genève, Labor et fides, 1994.
- (éd. scientifique) Pierre Poiret, La paix des bonnes âmes, Genève, Librairie Droz, coll. « Textes littéraires français », 2 vol., 1998.
- (éd. scientifique) Pierre Poiret, La Théologie germanique 1497, Grenoble, J. Millon, 2000.
- (éd. scientifique) Pierre Poiret, Écrits sur la théologie mystique. Préface, Lettre, Catalogue, 1700, éd. Jérôme Million, Grenoble, 2005.

### Romans
- Psaumes interdits, Saintes, Le Croît vif, 2012  (ISBN 978-2-36199-029-9)
- Le Ci-devant bâtard, Saintes, Le Croît vif, 2013  (ISBN 9782361994358)
- Isabeau Vincent : la bergère inspirée de Saoû en Dauphiné, Ampelos, 2018, 148 p.,  (ISBN 978-2356181411)